# ایالت پورتوگسا
ایالت پورتوگسا (به اسپانیایی: Estado Portuguesa) یکی از ایالت‌های ۲۳گانهٔ ونزوئلا است که در بخش غربی این کشور واقع شده‌است. پایتخت این ایالت، شهر گواناره است.

## مساحت
پورتوگسا با ۱۵٬۲۰۰ کیلومتر مربع وسعت، ۱٫۶۵ درصد از مساحت کل ونزوئلا را به خود اختصاص داده و از این لحاظ، دوازدهمین ایالت این کشور محسوب می‌شود.

## جمعیت
جمعیت پورتوگسا در سال ۲۰۰۷ بالغ بر ۸۷۳٬۴۰۰ نفر برآورد شده که ۳٫۳۴ درصد از جمعیت کل کشور را شامل می‌شود. این ایالت از این جهت، دوازدهمین ایالت ونزوئلا به‌شمار می‌رود.

## سایر مشخصات
پورتوگسا در سال ۱۹۰۹ تأسیس شده و از لحاظ ناحیهٔ زمانی، ۴ ساعت و ۳۰ دقیقه با گرینویچ اختلاف دارد.

## سیاست
«ویلمر کاسترو» از سال ۲۰۰۸ میلادی به بعد، سمت فرمانداری این ایالت را برعهده گرفته‌است.